# Экипаж (фильм, 2012)
«Экипаж» (англ. Flight — «Полёт» или «Рейс») — драма режиссёра Роберта Земекиса по сценарию Джона Гэйтинса. Главную роль сыграл Дензел Вашингтон.
Премьера в США состоялась 2 ноября 2012 года, в России — 15 ноября 2012 года.
Фильм был тепло принят мировыми кинокритиками и удостоен двух номинаций на премию «Оскар» за лучшую мужскую роль (Дензел Вашингтон) и лучший оригинальный сценарий (Джон Гэйтинс). Актёрская работа Дензела Вашингтона была также отмечена выдвижением на «Золотой глобус» и премию Гильдии киноактёров США.

## Сюжет
Опытный пилот Уильям «Уип» Уитакер после бурной ночи с обильной выпивкой и «дорожкой» кокаина выполняет рейс из Орландо в Атланту (свой родной город). Во время полёта у авиалайнера рейса SouthJet Air-227 (McDonnell Douglas MD-80) внезапно отказывает система управления, и он становится практически неуправляемым. Жизни 102 человек в опасности, но Уитакеру чудом удаётся совершить аварийную посадку, совершив крайне рискованный манёвр, который помог вывести лайнер из неконтролируемого падения. При посадке самолёт разрушается, и из 102 человек гибнут четыре пассажира и две стюардессы. Начинается расследование, и адвокат Уипа просит воздержаться от алкоголя. Однако лётчик продолжает пить и употреблять наркотики. В больнице Уип познакомился с милой девушкой Николь, наркоманкой на реабилитации. Несмотря на её просьбы, Уип не может завязать с выпивкой и девушка бросает его. У Уитакера также большие проблемы с семьёй, которая после развода не желает общаться.
Проводится расследование Национального совета по безопасности на транспорте, в результате которого в крови Уитакера обнаружены следы алкоголя и наркотиков. Однако анализы были сделаны с нарушениями и не могут быть приняты судом. Специальные слушания должны решить судьбу пилота, за которую успешно борется высококлассный адвокат при поддержке влиятельного профсоюзного лидера Чарли Андерсена (Брюс Гринвуд). Уильяму практически удалось уйти от ответственности, ему только нужно было все отрицать. В последний момент он не выдерживает и сознаётся, что перед полётом пил и продолжил выпивать во время полёта. Уитакер признан виновным и будет отбывать наказание. В концовке он рассказывает свою историю заключенным. К нему в тюрьму приходит сын, который под предлогом написания сочинения — домашнее задание в колледже, — по-настоящему хочет понять, кто же такой его отец.

## В ролях
- Дензел Вашингтон[2] — Уильям «Уип» Уитакер, командир экипажа рейса SouthJet Air-227
- Келли Райлли[4] — Николь Мэгген
- Брюс Гринвуд[5] — Чарли Андерсон
- Дон Чидл[5] — Хью Лэнг
- Джон Гудмен[6] — Харлинг Мэйс
- Мелисса Лео[7] — Эллен Блок
- Брайан Герати[8] — Кен Эванс, второй пилот рейса SouthJet Air-227
- Надин Веласкес — Катерина «Трина» Маркес, стюардесса № 1
- Тамара Тюни[9] — Маргарет Томасон, стюардесса № 2
- Джеймс Бэдж Дейл — больной раком
- Бони Янагисава — Камелия Сэту, стюардесса
- Питер Герети — Эвингтон Карр
- Гарсель Бове — Дина Коулман
- Джастин Мартин — Уилл
- Рави Капур — доктор Кенан

## Создание
- Роберт Земекис начал вести переговоры о режиссуре фильма в апреле 2011 года. 3 июня было подтверждено, что главную роль сыграет Дензел Вашингтон[2].
- Первый фильм Роберта Земекиса с живыми актёрами с момента выхода фильма Изгой[2].
- В сентябре главную женскую роль получила Келли Райлли[4]. Позже в том же месяце к актёрскому составу присоединились Дон Чидл, Джон Гудмен, Брюс Гринвуд и Мелисса Лео[5][6][7].

## Награды и номинации
- 2012 — приз Founder’s Award на Чикагском кинофестивале (Роберт Земекис).
- 2012 — приз Spotlight Award на Голливудском кинофестивале (Келли Райлли).
- 2012 — приз Spotlight Award от Национального совета кинокритиков США (Джон Гудман).
- 2012 — премия «Спутник» за лучшие визуальные эффекты.
- 2013 — две номинации на премию «Оскар»: за лучшую мужскую роль (Дензел Вашингтон) и за лучший оригинальный сценарий (Джон Гэйтинс).
- 2013 — номинация на премию «Золотой глобус» за лучшую мужскую роль в драме (Дензел Вашингтон).
- 2013 — номинация на премию Гильдии киноактёров США за лучшую мужскую роль (Дензел Вашингтон).
- 2013 — номинация на премию Гильдии сценаристов США за лучший оригинальный сценарий (Джон Гэйтинс).
- 2013 — премия NAACP Image Award за лучшую мужскую роль (Дензел Вашингтон).

## Реальное происшествие
Вероятность стабильного и управляемого полёта пассажирского авиалайнера в перевёрнутом состоянии (шасси вверх) крайне мала, но поломка, показанная в фильме (и приведшая к жёсткой посадке), действительно произошла в реальности.
31 января 2000 года авиалайнер McDonnell Douglas MD-83 авиакомпании Alaska Airlines (бортовой номер N963AS) выполнял рейс AS 261 по маршруту Пуэрто-Вальярта—Сан-Франциско—Сиэтл, но при подлёте к Сан-Франциско он рухнул в океан. Погибли все находившиеся на его борту 88 человек — 83 пассажира и 5 членов экипажа.
Расследование, проведённое комиссией Национального совета по безопасности на транспорте (NTSB), показало, что в последние 11 минут полёта пилоты пытались справиться с заклинившим рулём горизонтального хвостового стабилизатора, отказавшим вследствие недостаточной смазки его винтового домкрата. Экипаж направил лайнер на аварийную посадку в аэропорт Лос-Анджелеса, но в процессе снижения самолёт перешёл в неуправляемое пикирование и в перевёрнутом положении рухнул в океан.
Телеканал «National Geographic Channel» снял документальный фильм «Пике над океаном» (англ. Cutting Corners), который рассказывает о катастрофе и её причинах. Это 5 серия 1 сезона документального телесериала «Расследования авиакатастроф» (англ. Air Crash Investigation).